# Тюо-синкансэн
Тюо-синкансэн (中央新幹線 Тю:о:-синкансэн) — планируемая первая линия магнитнолевитационной железной дороги в Японии, которая свяжет Токио, Нагою и Осаку. Линия будет работать по технологии JR-Maglev. Главными инвесторами проекта являются Japan Airlines и JR Central. Составы, которые будут ходить по этой линии, обычно называются в Японии «линейными поездами» (リニアーカー). После завершения строительства путь из Токио до Осаки займёт около часа (438 км).

## Испытательный полигон Яманаси

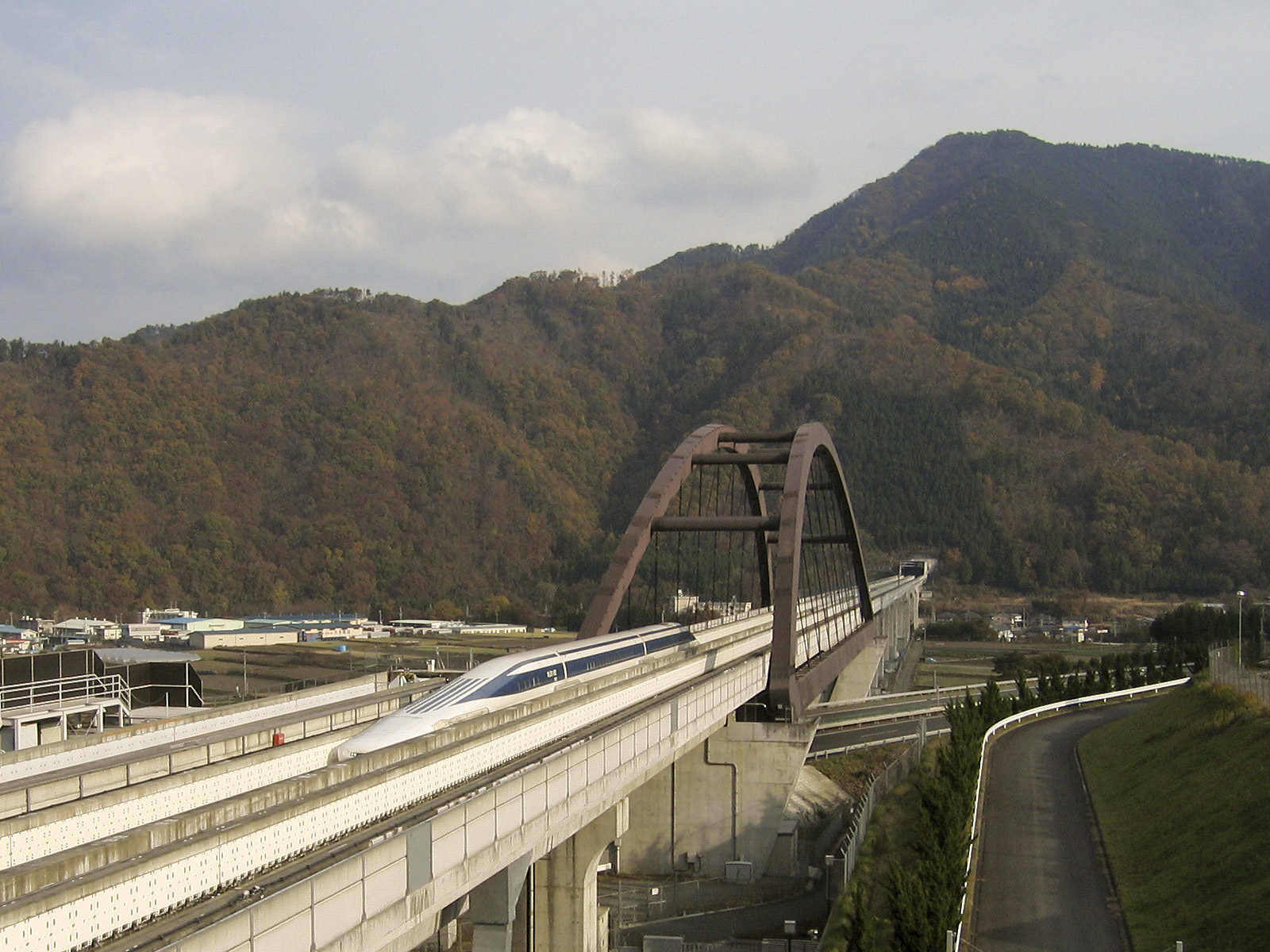
Испытательный маглев в Яманаси, 2005 г.

Первый испытательный полигон для исследования технологии маглева был построен в 1970-х годах в префектуре Миядзаки. После окончания исследований в префектуре Яманаси был построен новый участок между городами Оцуки и Цуру. Хотя точного плана прохождения трассы Токио — Осака ещё не существует, планируется, что впоследствии испытательный полигон войдёт в состав новой линии. На данный момент ведутся испытания надёжности и безопасности поездов, идёт поиск путей удешевления проекта. На испытательном полигоне поезда ходят со скоростью до 500 км/ч (21-го апреля 2015 года был поставлен мировой рекорд 603 км/ч.), что сделает в будущем линию Тюо-синкансэна самой быстрой в мире железной дорогой. Для жителей префектуры Яманаси проезд по существующему участку бесплатный, и возможностью прокатиться на маглеве уже воспользовались более 200 тысяч человек.

## Выбор трассы
Планируется, что линия Тюо-синкансэна на участке Токио—Нагоя пройдёт неподалёку от существующей магистрали Тюо, а между Нагоей и Осакой — вдоль магистрали Кансай. Несмотря на то, что альтернативная трассировка вдоль магистрали Токайдо позволит связать более населённые районы страны, Тюо Синкансэн пройдёт в малонаселённых горных районах и будет служить альтернативным маршрутом для эвакуации столичного региона в случае чрезвычайной ситуации.

## Стоимость
JR-Maglev значительно дороже системы Transrapid, реализованной в Китае (линия до Шанхайского аэропорта), требует больших затрат на оборудование трассы сверхпроводящими магнитами и прокладку тоннелей в горах. Некоторые аналитики считают, что в условиях когда государственный долг превышает 170 % ВВП Японии, такой проект окажется разорительным и, с учётом огромных эксплуатационных расходов, никогда себя не окупит. Общая стоимость проекта составит 82,5 млрд долларов США. Если проложить линию вдоль прибрежной трассы Токайдо, это потребует меньших затрат, однако потребует строительства большого количества тоннелей малой протяжённости. Несмотря на то, что сам магнитно-левитационный поезд бесшумен, каждый въезд в тоннель на большой скорости будет вызывать хлопок, сравнимый по громкости с взрывом, поэтому прокладка линии в густонаселённых районах невозможна.